# توماس إي. موراي
توماس إي. موراي (بالإنجليزية: Thomas E. Murray)‏ هو رائد أعمال أمريكي، ولد في 21 أكتوبر 1860 في ألباني في الولايات المتحدة، وتوفي في 21 أغسطس 1929 في ساوثهامبتون ‏ في الولايات المتحدة.